# 御野立所
御野立所（おのだてしょ、おのたてしょ、おのだちしょ、おのたちしょ）は、移動中の貴人（主に天皇）が野外で休憩した場所。貴人が野外で休む野立て（のだて）という意味からなるが、御野立所を由来とした地名の読み方は場所ごとに様々。

## 史跡としての御野立所
明治時代以降、天皇が各地を行幸するようになり、行く先々で御野立所が設けられ利用されてきた。特に、明治天皇が利用した御野立所の場所は、史蹟名勝天然紀念物保存法に定める史跡に指定される例が多く、場所によっては記念碑が建てられ公園的な管理がなされてきた（明治天皇聖蹟参照）。しかしながら第二次世界大戦後の1948年、御野立所を史跡として公的管理することは新日本国憲法の精神にそぐわないとして、御野立所に関する史跡指定が全国的に解除されている（史跡に指定されてきた御小休所、行幸所、大本営、御講評所も同時に解除）。なお、史跡が解除された後も公園等の一部として管理が続けられた場所もあり、大正天皇、昭和天皇の御野立所も含め、21世紀においても石碑や案内板等が残る場所も多い。

## 全国植樹祭の御野立所
四大行幸啓の一つである全国植樹祭の式典会場で、天皇・皇后が着座する場所を慣例的に御野立所と呼ぶ。会場の中でも極めてシンボル的な位置づけとなるため、毎年、開催県が地域の特色を生かしたステージ状の木製構造物もしくは建築物を設営する。2013年の鳥取県開催時の例では、御野立所の設計に関してプロポーザル式の公募を行い、デザインコンセプトや機能等に着目した審査により最終的な提案者が決定された。式典終了後の御野立所は、移築や部材を再利用する例がある。